# Nagy Katalin (műsorvezető)
Jónásné Nagy Katalin (Budapest, 1960. július 17. –) Kazinczy-díjas magyar újságíró, rádiós-televíziós műsorvezető.

## Élete
A XVI. kerület Hősök fasori általános iskolába járt. Az ELTE BTK magyar–történelem szakán kezdett, de harmadévesen inkább a Magyar Rádió ifjúsági stúdióját választotta, ahol kulturális, majd szociális témájú műsorokat készített. 1986-tól szerkesztette és vezette a Kossuth Rádió Napközben című műsorát. 1988. március 14-én a miskolci nemzeti ellenzéki találkozó 12 pontjáról szóló jegyzetéért fegyelmit kapott, és felmondtak neki, ám a hallgatói tiltakozások hatására visszavették, azonban csak a közrádió kereskedelmi osztályára.
1989-től a Magyar Televízió Ablak és Évgyűrűk című műsorainak szerkesztő-műsorvezetője és a Magyar Rádió Kossuth Krónikájának szerkesztő-riportere volt. Portréműsorait nívódíjjal ismerték el. 2006 novemberétől a Hír TV, 2007 óta pedig a Lánchíd Rádió munkatársa lett. 2012-ben a Protestáns Újságírók Szövetségétől megkapta az év újságírója díjat.
2013-ban a Magyar Érdemrend lovagkeresztje kitüntetést kapta az újságírásban elért kimagasló eredményeiért. 2015 óta a Vasárnapi Újság című rádióműsor felelős szerkesztője, s abban az évben kerülete díszpolgári címet adományozott neki példamutató életművéért.

## Elismerései
- Rádiós nívódíj (2002)
- Az év újságírója (2012)
- Rát Mátyás-díj (2012)
- A Magyar Érdemrend lovagkeresztje (2013)
- Budapest XVI. kerület díszpolgára (2015)
- Kazinczy-díj (2022)[1]

## Magánélete
Férje Jónás István újságíró, a Magyar Rádió vezérigazgatója. Két leánygyermekük van, Dorka és Orsi.